# 世界上最糟糕的人
《世界上最糟糕的人》（挪威語：Verdens verste menneske）是2021年黑色浪漫喜剧剧情片，为丹麦导演尤沃金·提爾《奥斯陆三部曲》的最终作（前两部为《爱重奏》和《八月三十一日，我在奧斯陸》）。影片于2021年戛纳电影节首映，主角雷娜特·赖因斯夫凭借在片中的表演夺得最佳女演员奖。影片代表挪威参与第94届奥斯卡金像奖最佳国际影片奖角逐，入围12月短名单。並在第94届奥斯卡金像奖上，被提名為最佳国际影片奖和最佳原創劇本。

## 剧情
序章
朱丽叶是奥斯陆的一名医学生。经过一番顿悟，她决定该当心理医生。翻了翻手机的相册，又想当摄影师。跟第一位男友外出的时候，她碰到比自己大15年的阿克塞尔·威尔曼，遂与这位享誉盛名的图画小说家展开一场忘年恋。
第一章：别人
来到阿克塞尔父母家，朱丽叶和阿克塞尔一边潜心写作，一边享受美好周末。阿克塞尔打算和朱丽叶组建家庭，朱丽叶说没准备好，也不知道什么时候也能准备好。一天早上，朱丽叶看到阿克塞尔陪侄子侄女画画。
第二章：偷情
朱丽叶参加完阿克塞尔的新书发布会，走路回家的途中碰到有人开派对，决定加入其中，碰到咖啡师艾文德。两人尽管都在谈恋爱，还是一起过夜，分享了一些私密的事情，坦承自己从来不会跟别人出轨。两人只透露了自己的姓氏，就此不再往来。
第三章：#MeToo时代的口交
朱丽叶写了一篇文章，透露自己对口交情有独钟，得到阿克塞尔赏识，鼓励她公开发表，结果获得不小的反响。
第四章：我们自己的家人
朱丽叶与外婆和阿克塞尔到离异母亲的家中，过自己30岁生日。与他关系疏远的父亲没有来，说是背痛。几天后，朱丽叶带阿克塞尔探望父亲。朱丽叶问父亲有没有读过她的博客，父亲说自己不会打开网址链接。他还找了个借口，拒绝阿克塞尔让他和朱丽叶去奥斯陆的邀请。回家路上，阿克塞尔再次提出和朱丽叶组建家庭。
第五章：时机不对
在书店上班的时候，朱丽叶碰到艾文德和他的妻子桑尼瓦。趁桑尼瓦在外面等，朱丽叶和艾文德一起聊天。阿克塞尔与哥哥和嫂嫂一起吃晚饭，席间抱怨他的漫画系列《山猫》被改成圣诞合家欢电影，没有原来的政治不正确内容。幻想破灭之下，朱丽叶决定和艾文德约会，展开爱情关系。第二天早上回家，朱丽叶与阿克塞尔分手，还在临别前最后一次做爱，不过朱丽叶说他们终有一天会复合。
第六章：芬马克高地
艾文德与桑尼瓦在野营的时候认识。当时两个人与驯鹿亲密接触，桑尼瓦受此启发，决定研究自己的血统，结果发现自己有3%的萨米人血统，从而变成关心气候变化及原住民权益的狂热社运分子。限制多多的生活方式让两人筋疲力尽，直至艾文德在书店碰到朱丽叶。
第七章：新篇章
朱丽叶与艾文德搬家。艾文德虽然与桑尼瓦分手，但还是关注着她的Instagram账号，朱丽叶没有介意。
第八章：朱丽叶的自恋马戏团
艾文德办了一个小派对。朋友揭发艾文德藏了许多迷幻蘑菇。朱丽叶吃了一颗蘑菇，幻想到自己愤怒得将沾满血的棉条父亲，拿生孩子的恐惧跟他起冲突。第二天晚上，朱丽叶向艾文德吐露心声，说自己只有在他身旁才能做自己。
第九章：山猫撞圣诞
在健身房锻炼的时候，朱丽叶看到阿克塞尔出现在电视的访谈节目中，直面女权主义者的批评，为自己的《山猫》漫画辩护。主持人指责他的作品有性别歧视的意味，阿克塞尔猛烈回应，给朱丽叶留下深刻印象。
第十章：第一人称单数
阿克塞尔的哥哥上班时碰到朱丽叶，透露弟弟有胰腺癌，已不能手术。不久后，艾文德看到朱丽叶的短篇小说，认为是根据她现实生活写的。朱丽叶否认，还数落他。
第十一章：正能量
犹豫了几天，朱丽叶决定自己怀孕的事情告诉艾文德。之后她到医院探望阿克塞尔，回顾了两人分开时的生活。阿克塞尔心灰意冷，觉得自己看不见未来，朱丽叶便将怀疑的事情告诉他。阿克塞尔断言朱丽叶会是好母亲，朱丽叶则犹豫着要不要把孩子生下来。回到家中，朱丽叶跟艾文德分享怀孕的事情。两人想了一阵子，决定暂时分居，好让朱丽叶考虑要不要把孩子生下来。
第十二章：至此终结
阿克塞尔带朱丽叶看自己小时候住过的地方，说自己就是在这里立志当画家。他希望能和朱丽叶一起生活，不再活在回忆中。后来朱丽叶收到阿克塞尔哥哥的语音消息，说弟弟情况恶化，可能撑不过晚上。朱丽叶悲伤地漫步在奥斯陆街头，看着太阳升起。洗澡的时候，朱丽叶流产了。
尾声
又过了一段时间，朱丽叶当起电影劇照师，负责拍攝片场的劇照。她望向窗外见到原來剛才的女演员已經是艾文的現任妻子，艾文德带着和一个孩子來接她。

## 阵容
- 雷娜特·赖因斯夫（英语：Renate Reinsve） 饰 朱丽叶（Julie）
- 安德斯·丹尼爾森·李 饰 阿克塞尔（Aksel）
- 赫伯特·诺德鲁姆 饰 艾文德（Eivind）
- 玛丽亚·格拉齐亚·迪·梅奥（Maria Grazia Di Meo）饰 桑尼瓦（Sunniva）

## 发行
MK2电影于2021年2月买下影片发行权。影片于同年7月7日在第74届坎城影展全球首映，参与角逐金棕榈奖。一周后，Neon拿下影片美国发行权，MUBI拿下印度、英国及爱尔兰发行权。
影片于同年9月11日在2021年多伦多国际电影节庆典晚会（Gala Presentation）上北美首映。影片于2021年10月13日、10月15日和10月19日登陆法国、挪威及瑞典院线。

### 专业评价
《世界上最糟糕的人》獲得媒體和影評家的普遍讚譽，影片在汇总媒体烂番茄上收获237条评论，拿下96%的新鲜度。网站共识写道：“《世界上最糟糕的人》以浪漫喜剧为约阿希姆·提尔的《奥斯陆三部曲》作结，用令人愉快的方式扭转了浪漫喜剧流派的陈旧套路。”Metacritic根据47条评论打出90/100的平均分，表示“普遍好评”。
《卫报》的彼得·布拉德肖称影片是戛纳电影节的一大佳作，“传世经典”。《名利场》的理查德·劳森（Richard Lawson）称影片“精致、（彻头彻尾地）伤感”。《名利场》与《大西洋》将影片列为“2021年最出色的电影”。

### 获奖与提名记录
| 大奖                    | 典礼日期       | 奖项                       | 获得者               | 结果 | 参考资料 |
| ----------------------- | -------------- | -------------------------- | -------------------- | ---- | -------- |
| 戛纳电影节              | 2021年7月17日  | 金棕榈奖                   | 尤沃金·提爾          | 提名 | [ 29 ]   |
| 戛纳电影节              | 2021年7月17日  | 最佳女演员奖               | 雷娜特·赖因斯夫      | 獲獎 | [ 29 ]   |
| 哥譚獨立電影獎          | 2021年11月29日 | 最佳国际影片               | 《世界上最糟糕的人》 | 提名 | [ 30 ]   |
| 國家評論協會            | 2021年12月3日  | 年度五佳外语电影           | 《世界上最糟糕的人》 | 獲獎 | [ 31 ]   |
| 紐約影評人協會          | 2021年12月3日  | 最佳外语片                 | 《世界上最糟糕的人》 | 獲獎 | [ 32 ]   |
| 华盛顿特区影评人协会    | 2021年12月6日  | 最佳外语片                 | 《世界上最糟糕的人》 | 提名 | [ 33 ]   |
| 歐洲電影獎              | 2021年12月11日 | 最佳编剧                   | 尤沃金·提爾          | 提名 | [ 34 ]   |
| 歐洲電影獎              | 2021年12月11日 | 最佳女主角                 | 雷娜特·赖因斯夫      | 提名 | [ 34 ]   |
| 芝加哥影评人协会        | 2021年12月15日 | 最佳外语片                 | 《世界上最糟糕的人》 | 提名 | [ 35 ]   |
| 洛杉磯影評人協會        | 2021年12月18日 | 最佳女主角                 | 雷娜特·赖因斯夫      | 亚军 | [ 36 ]   |
| 达拉斯—沃斯堡影评人协会 | 2021年12月20日 | 最佳外语片                 | 《世界上最糟糕的人》 | 亚军 | [ 37 ]   |
| 卫星奖                  | 2022年1月5日   | 最佳喜剧或音乐类电影女主角 | 雷娜特·赖因斯夫      | 待定 | [ 38 ]   |
| 卫星奖                  | 2022年1月5日   | 最佳外语片                 | 《世界上最糟糕的人》 | 待定 | [ 38 ]   |
| 比利时影评人协会        | 2022年1月9日   | 协会大奖                   | 《世界上最糟糕的人》 | 待定 | [ 39 ]   |
| 评论家选择电影奖        | 2022年1月9日   | 最佳外語片                 | 《世界上最糟糕的人》 | 待定 | [ 40 ]   |
| 伦敦影评人协会          | 2022年2月6日   | 年度女主角                 | 雷娜特·赖因斯夫      | 待定 | [ 41 ]   |
| 伦敦影评人协会          | 2022年2月6日   | 年度外语片                 | 《世界上最糟糕的人》 | 待定 | [ 41 ]   |
| 女性电影记者联盟        | 2022年1月      | 表演最具突破女演员         | 雷娜特·赖因斯夫      | 待定 | [ 42 ]   |
| 女性电影记者联盟        | 2022年1月      | 最大胆表演                 | 雷娜特·赖因斯夫      | 待定 | [ 42 ]   |
| 第94屆奧斯卡金像獎      | 2022年3月      | 最佳國際影片獎             | 《世界上最糟糕的人》 | 提名 | [ 10 ]   |
| 第94屆奧斯卡金像獎      | 2022年3月      | 最佳原创剧本奖             | 《世界上最糟糕的人》 | 提名 | [ 10 ]   |